# الخشبة

تعديل مصدري - تعديل

الخشبة هي إحدى حارات حي يريم بمدينة يريم أحد مدن محافظة إب، بلغ تعداد سكانها 2522 نسمة حسب تعداد اليمن لعام 2004.